# Ducat de Turíngia
El Ducat de Turíngia va ser la marca fronterera del regne merovíngi d'Austràsia, fundat cap a l'any 631 pel rei Dagobert I després que les seves tropes fossin derrotades per la confederació eslàvica de Samo a la batalla de Wogastisburg. Va ser tornat a crear en l'Imperi Carolingi i els seus ducs van ser nomenats pel Rei d'Alemanya fins que va ser absorbit pel Ducat de Saxònia l'any 908.